# Metafilosofi
Metafilosofi är studiet av ämnet, innehållet, metoderna och meningen med filosofin; filosofin över filosofin. Ofta förstås metafilosofin som inkluderad i allt filosofiskt resonemang, eftersom all filosofi bygger på ett metafilosofiskt ställningstagande.
Den primära frågeställningen inom metafilosofin är "Vad är filosofi?", och emedan olika filosofer givit olika svar på den frågan, är det metafilosofens uppgift att göra en avvägning av dessa motstridiga svar. Viktigare än denna avvägning är att identifiera, klargöra och förstå orsaken till de olikartade uppfattningarna om filosofins väsen, likaväl som den egna argumentationen och dess begränsningar.